# Guillaume Depardieu
Guillaume Jean Maxime Antoine Depardieu (Parijs, 17 april 1971 – Garches, 13 oktober 2008) was een Franse acteur.
Depardieu werd in het 14e arrondissement van Parijs geboren, als zoon van de acteurs Gérard Depardieu en Élisabeth Guignot. Hij leidde een leven vol drank en drugs, maar speelde desondanks in circa veertig films. In 1995 kreeg Depardieu een motorongeluk, waarna hij zeventien operaties moest ondergaan. Hierbij liep hij een Staphylococcus-infectie op. Als gevolg hiervan moest in 2003 zijn rechterbeen worden geamputeerd.
Hij overleed in 2008 op 37-jarige leeftijd in het Hôpital Raymond-Poincaré van Garches aan een hardnekkige longontsteking die hij had opgelopen tijdens filmopnamen in Roemenië, voor de film L'Enfance d'Icare.

## Filmografie
- Pas si méchant que ça (1974) (figurant)
- Jean de Florette (1986) (figurant)
- Cyrano de Bergerac (1990) (figurant)
- Tous les matins du monde (1991)
- Cible émouvante (1993)
- Les apprentis (1995)
- Marthe (1997)
- Alliance cherche doigt (1997)
- Comme elle respire (1998)
- Le Comte de Monte-Cristo (1998)
- POLA X (1999)
- Elle et lui au 14e étage (2000)
- Les marchands de sable (2000)
- Amor, curiosidad, prozak y dudas (2001)
- Peau d'ange (2002)
- Le pharmacien de garde (2002)
- Aime ton père (2002)
- Après vous... (2003)
- Celibataires (2006)
- Ne touchez pas la hache (2007)
- De la guerre (2008)
- Versailles (2008)
- Stella (2008)
- Au voleur (2009)
- L'Enfance d'Icare (2011)

## Prijzen
- 1996 - nominatie voor César voor beste mannelijk talent voor Les Apprentis
- 1996 - Jean Gabinprijs
- 2009 - nominatie voor César voor beste acteur voor Versailles

- Bibsys: 14013612
- Biblioteca Nacional de España: XX1303964
- Bibliothèque nationale de France: cb140333466 (data)
- CiNii: DA18793105
- Gemeinsame Normdatei: 129632120
- International Standard Name Identifier: 0000 0001 1437 3922
- Library of Congress Control Number: no97054576
- MusicBrainz: 9eb39563-ff12-45e8-b483-b7d77c779ba1
- Nationale Bibliotheek van Tsjechië: js20030317047
- Nationale Bibliotheek van Israël: 987007442099505171
- Nederlandse Thesaurus van Auteursnamen: 157248208
- Système universitaire de documentation: 080714455
- Virtual International Authority File: 7588112
- WorldCat: E39PBJgmQwc8cCf9WjCKtq8Qv3